# متسلسلة (رياضيات)
في الرياضيات، المتسلسلة أو السلسلة (بالإنجليزية: Series) هي مجموع لمتتالية من الحدود حيث قد تكون هذه الحدود أعداداً أو دالات.
{\displaystyle S_{n}=a_{0}+a_{1}+a_{2}+\cdots +a_{n}=\sum _{k=0}^{n}a_{k}}
يتم توليد حدود المتسلسلة عادة من خلال قاعدة معينة أو صيغة رياضية أو خوارزمية أو تعاقب من القياسات أو حتى بواسطة توليد الأعداد العشوائية مثلا. عندما يكون هناك حدود لانهائية فإن المتسلسلة تدعى متسلسلة لانهائية. على عكس المجاميع المنتهية، تحتاج المتسلسلات لفهم وتخطيط بعض أدوات التحليل الرياضي.

## خصائص أساسية
يمكن لحدود السلسلة أن تتألف من أي من المجموعات المختلفة بما فيها الأعداد الحقيقية والأعداد المركبة والدوال. التعريف المستعمل هنا سيكون للأعداد الحقيقية ولكنه قابل للتعميم.
بدلالة تعاقب لانهائي من الأعداد الحقيقية تعرف { an }
{\displaystyle S_{N}=\sum _{n=1}^{N}a_{n}=a_{1}+a_{2}+a_{3}+\cdots +a_{N}.}
تدعى SN المجموع الجزئي لـ N من التتابعات { an }, أو المجموع الجزئي للسلسلة . سلسلة تعاقب مجاميع جزئية, { SN }.

## اختبارات التقارب
هناك عدة اختبارات لمعرفة فيما إذا كانت المتسلسة متقاربة أو متباعدة. من هذه الطرق ما يلي:
- اختبار الحد النوني : إذا توفر limn→∞ an ≠ 0 فإن المتسلسلة تتباعد.
- اختبار الكثافة لكوشي
- طريقة دالمبير.
- اختبار النسبة
- اختبار الجذر
- اختبار المتسلسلة المتناوبة

انظر إلى تقارب مطلق وإلى اختبار دِيني.

## متسلسلات الدوال

### متسلسلة القوى
{\displaystyle \sum _{n=0}^{\infty }a_{n}(x-c)^{n}.}

### متسلسلة لورنت
{\displaystyle \sum _{n=-\infty }^{\infty }a_{n}x^{n}.}

### متسلسلة دركليه
متسلسلة دركليه هي متسلسلة تأخذ الشكل التالي 
{\displaystyle \sum _{n=1}^{\infty }{a_{n} \over n^{s}},}
حيث s هو عدد عقدي. على سبيل المثال، إذا كانت جميع حدود المتتالية {\displaystyle a_{n}} تساوي الواحد، فإن متسلسلة دركليه تصير دالة زيتا لريمان
{\displaystyle \zeta (s)=\sum _{n=1}^{\infty }{\frac {1}{n^{s}}}}.
كما هو الحال بالنسبة إلى دالة زيتا لريمان، تلعب متسلسلة دورا دركليه مهما في نظرية الأعداد التحليلية. عموما، تتقارب متسلسلة دركليه عندما يكون الجزء الحقيقي للعدد s أكبر قطعا من عدد معين يسمى أفصول التقارب.

### متسلسلة مثلثية
متسلسلة مثلثية مي متسلسلة دوال حيث الحدود هي دوال مثلثية.
{\displaystyle {\tfrac {1}{2}}A_{0}+\sum _{n=1}^{\infty }\left(A_{n}\cos nx+B_{n}\sin nx\right).}
أهم مثال على المتسلسلات المثلثية متسلسلة فورييه.

## تاريخ نظرية المتسلسلات غير المنتهية

### تطور المتسلسلات غير المنتهية
أبدع عالم الرياضيات الإغريقي أرخميدس أول مجموع غير منته معروف. انظر إلى طريقة الاستنفاد.

## تعميمات

### المتسلسلات في فضاء بناخ
انظر إلى فضاء باناخ.